# Ж
Ж (kleingeschrieben ж) ist ein Buchstabe des kyrillischen Alphabets.
Seine Form erinnert an ein lateinisches X mit einem vertikalen Balken in der Mitte oder ein К mit beidseitigem Eckchen. Der Buchstabe stammt vom glagolitischen Buchstaben Žiwete (Schriftzeichen: Ⰶ, Bild: ) ab, dessen Ursprung jedoch völlig unklar ist, vor allem da der Buchstabe keine Entsprechungen in den anderen Alphabeten hat.
Ausgesprochen wird das ж als stimmhafter postalveolarer Frikativ, in Lautschrift als /⁠ʒ⁠/ umschrieben. Dieser Laut kommt zwar in rein deutschen Wörtern nicht vor, dafür jedoch in einigen im Deutschen gebräuchlichen Fremdwörtern, z. B. Garage, logieren, Genie, Journal, dazu im hessischen Dialekt. Da es im Deutschen derzeit keine eindeutige Buchstabenkombination für diesen Laut gibt, wird er meistens als sch umschrieben, wodurch jedoch die Transkription (Umschreibung) uneindeutig, genau genommen sogar unkorrekt wird, da sch eigentlich die Aussprache des Ш (/⁠ʃ⁠/) wiedergibt. Nach DDR-Transkriptionsregeln und auch in der Zeit des Nationalsozialismus wurde der Laut daher zur Unterscheidung mit sh umschrieben, im Gegensatz zum Ш, welches als sch umschrieben wurde. Die deutsche wissenschaftliche Transliteration verwendet das aus den westslawischen Sprachen stammende Sonderzeichen ž. Im Englischen ist in Wissenschaft und Tagespresse zh üblich, im Französischen logischerweise das j.

## Zeichenkodierung
| Standard  | Standard    | Majuskel Ж                  | Minuskel ж                |
| --------- | ----------- | --------------------------- | ------------------------- |
| Unicode   | Codepoint   | U+0416                      | U+0436                    |
| Unicode   | Name        | CYRILLIC CAPITAL LETTER ZHE | CYRILLIC SMALL LETTER ZHE |
| UTF-8     | UTF-8       | D0 96                       | D0 B6                     |
| XML/XHTML | dezimal     | &#1046;                     | &#1078;                   |
| XML/XHTML | hexadezimal | &#x0416;                    | &#x0436;                  |